# جورج مونتغومري (كرة سلة)
جورج مونتغومري (بالإنجليزية: George Montgomery)‏ مواليد 26 أبريل 1962 في شيكاغو، هو مدرب كرة سلة أمريكي ولاعب معتزل. بدأ مسيرته الاحترافية في سنة 1985. تم اختياره من قبل فريق بورتلاند ترايل بلايزرز خلال الدرافت. يبلغ طوله 6 قدم 9 بوصة (2.1 م). اعتزل اللعب في 1996.

## المسيرة الاحترافية
لعب مع نادي أندورا لكرة السلة في الدوري الإسباني في موسم 1987–1988، ثم لعب مع بي سي إم جرافيلين في الدوري الفرنسي من سنة 1991 إلى 1993، ثم لعب مع نادي أوليمبيا لكرة السلة في موسم 1994–1995، ثم لعب مع ليموج سي إس بي في الدوري الفرنسي في موسم 1995–1996.

## روابط خارجية
- جورج مونتغومري على موقع سبورتس رفرنس (الإنجليزية)
- جورج مونتغومري على موقع كلية كرة السلة في سبورتس رفرنس.كوم (الإنجليزية)
- جورج مونتغومري على موقع ريلجم (الإنجليزية)
- جورج مونتغومري على موقع بروبوليرز (الإنجليزية)